# Hohe Geest
Die Hohe Geest ist eine Geest-Landschaft mit landschaftlichen Erhöhungen durch Gletscherablagerungen im Süden Schleswig-Holsteins und im Geesthangbereich Hamburgs (nördlich und südlich der Elbe) sowie im nördlichen Niedersachsen. Sie umschließt das Elbe-Urstromtal mit zum Teil steilen Geländeerhebungen, wie beispielsweise beim an der Elbe liegenden sogenannten Altonaer Balkon mit etwa 27 m, bis zu 94,4 m ü. NHN auf dem nahe dem Pumpspeicherkraftwerk Geesthacht gelegenen Haferberg.

## Geologische Entstehung und Beschaffenheit
Die Hohe Geest besteht aus den Alt- bzw. Endmoränen des aus nordöstlicher Richtung von Finnland und Skandinavien kommenden Gletschers des Warthe-Stadiums der Saale-Eiszeit (etwa 160.000 bis 100.000 v. Chr.), der Norddeutschland bedeckte. Die Hohe Geest wird von dem bis zu zwanzig Kilometer breiten Urstromtal der Elbe durchschnitten und kann durch diese natürliche Grenze grob dem Süden Schleswig-Holsteins und dem nördlichen Teil Niedersachsens zugeordnet werden. Hamburg liegt im Wesentlichen im und um das Urstromtal der Elbe und hat deswegen wesentlichen Anteil an dieser Landschaft: Die Höhenunterschiede in Harburg und Blankenese sind durch den Geesthang bestimmt. Der Verlauf der B5 zwischen Billstedt und Geesthacht zeigt den Geesthang deutlich, die Grenze zwischen Hoher Geest und Marsch sowie auch niederungsbedingter Bruchlandschaft (auch Brook genannt) oder Auwald. Landwirtschaftliche Bedeutung hat die Hohe Geest durch den etwas höheren Anteil fruchtbaren Geschiebemergels; durch Gletscher mitgeführte Ton- oder Lehmschollen hatten Ton- oder Lehmgruben gebildet.

## Hohe Geest in Schleswig-Holstein
Die Schleswig-Holsteinische Geest, bestehend aus „Hoher Geest“ und „Niederer Geest“, ist die mittlere Naturlandschaft in Schleswig-Holstein. Ein Teil davon ist die Heide-Itzehoer Geest.

## Hohe Geest im Norden von Niedersachsen & im Süden von Hamburg
Im nördlichen Niedersachsen sowie im Süden von Hamburg ist die Hohe Geest durch drei Höhenzüge gekennzeichnet:
- Der Harburger Höhenzug umfasst die Schwarzen Berge (Harburger Berge), die Haake, den Rosengarten und Stuvenwald, die Lohberge mit dem Brunsberg, den Töps und das Hochgebiet um den Wilseder Berg.
- Der Garlstorfer Höhenzug erstreckt sich von den Mascher Hallonen und dem Buchwedel bei Stelle über Brackel und Egestorf hinaus.
- Der Lüneburger Höhenzug beginnt bei Radbruch und erstreckt sich über Westergellersen und Wetzen bis Raubkammer.[3]

## Siehe weiter
- Naturräumliche Großregionen Deutschlands
- Naturräumliche Haupteinheiten Deutschlands